# Posztszovjet államok
A posztszovjet államok vagy a szovjet utódállamok az a 15 független állam, amik a Szovjetunió 1991. december 26-i felbomlása óta alakultak.

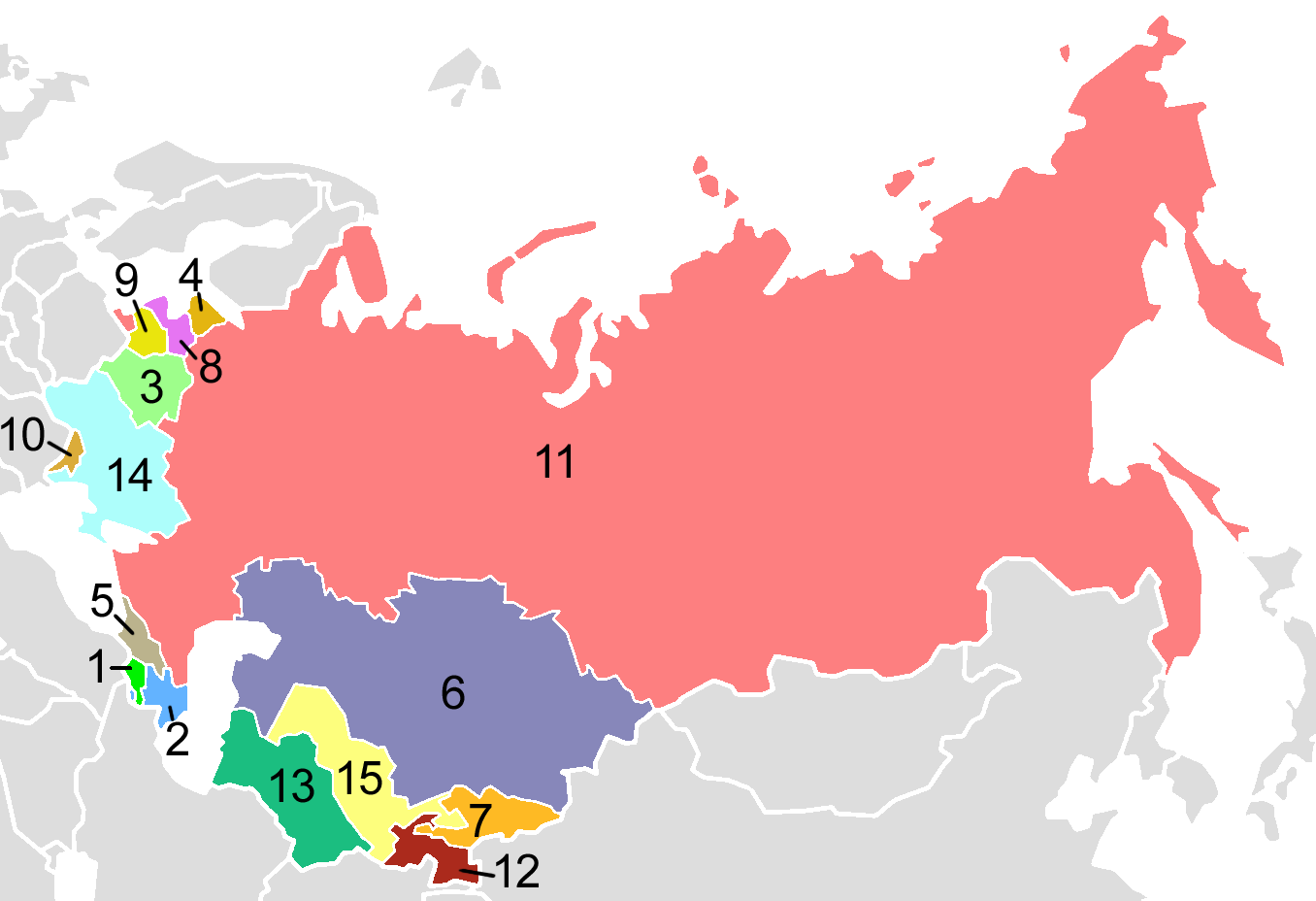
Posztszovjet államok: 1. Örményország 2. Azerbajdzsán 3. Fehéroroszország 4. Észtország 5. Grúzia 6. Kazahsztán 7. Kirgizisztán 8. Lettország 9. Litvánia 10. Moldova 11. Oroszország 12. Tádzsikisztán 13. Türkmenisztán 14. Ukrajna 15. Üzbegisztán

## Posztszovjet államok földrajzi felosztása
- Balti államok
  -  Észtország
  -  Lettország
  -  Litvánia
- Oroszország
  - Oroszország
- Kaukázus
  - Azerbajdzsán
  -  Grúzia
  -  Örményország
- Kelet-Európa
  -  Fehéroroszország
  -  Moldova
  -  Ukrajna
- Közép-Ázsia
  -  Kazahsztán
  -  Kirgizisztán
  -  Tádzsikisztán
  -  Türkmenisztán
  -  Üzbegisztán